# بیمارستان امام علی اندیمشک
بیمارستان امام علی (ع)واقع در استان خوزستان، شهرستان اندیمشک بیمارستانی است درمانی و وابسته به دانشگاه علوم پزشکی جندی شاپور اهواز با ۱۳۳ تخت ثابت که در سال ۱۳۳۵ خورشیدی تأسیس گردید.
هم اکنون این بیمارستان دارای بخش‌های CCU، اطفال، جراحی زنان و زایمان، ارتوپدی، داخلی، ICU جنرال، داخلی اعصاب (نورولوژی)، ارولوژی، ENT، چشم، جراحی عمومی، نوزادان، اتاق عمل، تالاسمی، اورژانس، پست پارتوم، دیالیز، لیبر و دیگر واحدهای پاراکلینیکی و درمانگاهی می‌باشد.